# Chrono (spelserie)
Chrono är en TV-spelsserie från Squaresoft (numera Square Enix).

## Delar
- Chrono Trigger (Super Nintendo Entertainment System, Playstation, Nintendo DS) (1995)
- Radical Dreamers (1996)
- Chrono Cross (2000)
- Chrono Break (outgivet)